# موستیرز-سنت-ماری
موستیرز-سنت-ماری (انگلیسی: Moustiers-Sainte-Marie) یک کمون در آلپ-دو-اوت-پرووانس واقع در پروانس-آلپ-کوت دازور در جنوب فرانسه است.